# Medal Dickin
Medal Dickin (ang. Dickin Medal) – odpowiednik Krzyża Wiktorii, brytyjskiego odznaczenia wojennego przyznawanego za czyny męstwa na polu bitwy. Ustanowiony w 1943 roku przez Marię Dickin, założycielkę People’s Dispensary for Sick Animals (PDSA). Ustanowiła medal na cześć zwierząt zasłużonych w czasie wojny. Odznaczeniem tym wyróżniano zwierzęta, które wykazały się szczególnym bohaterstwem i poświęceniem w służbie w siłach zbrojnych oraz cywilnych służbach ratunkowych. W latach 1943–1949 medal przyznano 54 razy: 18 psom, 3 koniom, 1 kotu i 32 gołębiom, w uznaniu ich odwagi w czasie II wojny światowej.
W latach 1949–2002 medal nie był przyznawany. W 2002 medal wznowiono, aby nagrodzić trzy psy za ich czyny po atakach 11 września; przyznano go również dwóm psom w szeregach sił Wspólnoty Brytyjskiej w Bośni i Hercegowinie oraz w Iraku.
Medal przyznano 75 razy: 38 psom, 32 gołębiom, czterem koniom i jednemu kotu.